# Martingale
Pour les articles homonymes, voir Martingale (homonymie).
 (mars 2015).
Si vous disposez d'ouvrages ou d'articles de référence ou si vous connaissez des sites web de qualité traitant du thème abordé ici, merci de compléter l'article en donnant les références utiles à sa vérifiabilité et en les liant à la section « Notes et références ».
Une martingale est une stratégie de mises aux jeux de hasard qui tient compte des coups précédents (mises et résultats). Souvent, et erronément, le but annoncé est de s'assurer un gain, ou du moins d’augmenter les chances de gain. En pratique, les objectifs peuvent varier, comme de modifier la variance ou la répartition des probabilités, ou encore d’allonger la durée de jeu. 
Aucune martingale n'assure un gain certain. D'ailleurs, si cela était possible, les casinos s'empresseraient de changer les règles de leurs jeux.

## Différentes martingales
Les jeux d'argent sont en général inéquitables : quelle que soit la stratégie adoptée, l'espérance de gain du casino (ou de l'État dans le cas d'une loterie) est positive, donc celle du joueur est négative. Dans ce type de jeu, il n'est pas possible d'inverser les chances, seulement de modifier la répartition des chances de gain et perte selon sa façon de jouer.
Une martingale est dite montante si elle augmente les mises après une perte, descendante si elle augmente les mises après un gain.

### La martingale classique (ou doublante)
Elle consiste à jouer une chance simple (par exemple, à la roulette : noir ou rouge, pair ou impair, passe ou manque ; au baccarat : Banco ou Punto) en doublant sa mise après chaque perte jusqu'à ce que l'on gagne. Par exemple : le joueur mise 1 unité sur le rouge. Si le rouge sort, il arrête de jouer (et il a gagné 1 unité). Si le noir sort, il double sa mise en pariant 2 unités sur le rouge. Si c'est rouge : il gagne ces 2 moins la perte de 1, soit 1 unité. Si c'est noir, il a maintenant perdu 3 et donc mise 4 et ainsi de suite jusqu'à ce qu'il gagne. Quand enfin il gagne, il récupère tout ce qu'il a perdu, plus une fois sa mise de départ.
En théorie, le joueur devrait donc gagner quoi qu'il advienne. Il faudrait pour cela non seulement qu'il dispose d'une somme d'argent illimitée, mais également que la "banque" accepte des mises de n'importe quelle valeur. Ces conditions n'étant jamais réalisées, la martingale classique ne permet donc pas au joueur d'assurer un gain certain.
A contrario, une sous-estimation de l’influence de ces limitations risque d’entrainer la ruine du joueur. En effet, doubler la mise à chaque coup tant que l'on perd mène à une croissance exponentielle : 2 fois la mise de départ, puis 4, 8, 16, 32, 64, 128, 256... S'il perd 10 fois de suite, il doit pouvoir avancer 1 024 fois sa mise initiale pour la 11e partie pour finir, soit avec un gain d'une fois la mise initiale, soit avec une perte de 2 047 fois celle-ci.
En pratique, il faut donc engager des sommes d’argent potentiellement importantes pour gagner très peu, et une mauvaise série ruine rapidement les budgets les plus importants.
De plus, les jeux de casino ou de loterie ne sont pas équitables. Les roulettes, par exemple, comportent un « 0 » qui n'est ni rouge ni noir, ni pair ni impair, ni manque ni passe. La probabilité de gain à chaque tirage pour un pari simple est donc de 18/37, ce qui est inférieur à 1/2. À chaque nouvelle mise, on "perd" donc de l'espérance de gain. Au total, la martingale est plus défavorable qu'une mise unique. 
Même si les jeux de casino ou de loterie étaient équitables (probabilité de gain à chaque tirage de 1/2), l'espérance de gain d'un joueur réel (dont le budget est non infini, le joueur fût-il milliardaire) vaudrait 0 : la martingale ne ferait que modifier la variance, mais l'espérance de gain resterait alors la même que celle d'un tirage unique.
Dans les faits, les casinos proposent des tables de jeu par tranche de mise : de 1 à 100 euros, de 2 à 200, de 5 à 500, etc. Impossible donc d'utiliser cette méthode sur un grand nombre de coups, ce qui augmente le risque de tout perdre, sans pouvoir se refaire.

### La Paroli
Inverse de la précédente, cette martingale consiste à doubler la mise à chaque gain (donc remiser ce qu'on a gagné), puis, à partir d'un nombre de gain défini à l'avance, s'arrêter et recommencer avec la mise de départ.
On parle de paroli de 1, si on s'arrête après avoir gagné deux fois sa mise, paroli de 2 si on a gagné quatre fois sa mise, paroli de 3 si on s'arrête après avoir gagné huit fois sa mise, etc.

### La grande martingale
Elle est semblable à la martingale doublante classique, sauf que le joueur ne se contente pas de doubler sa mise à chaque perte, il ajoute aussi une unité. Elle est présentée par F. Crommelynck dans son roman M. Larose est-il l'assassin ?.
Par exemple, le joueur mise une unité : 
- S'il gagne, il quitte le jeu avec 1 unité gagnée.
- S'il perd une première fois, il joue 3 unités ; s'il gagne, il emporte 3 unités - 1 (qu'il a perdue dans la 1re partie) = 2 unités.
- S'il perd une deuxième fois, il joue 7 unités ; s'il gagne, il emporte 7 - 4 unités (qu'il a perdues dans les 1re et 2e partie) = 3 unités.
- etc.

Cette martingale est aussi dangereuse que la martingale classique. Elle consiste juste à jouer cette dernière plusieurs fois en parallèle.
Non seulement elle présente les mêmes inconvénients que la martingale classique, mais elle est encore plus limitée par les mises que le joueur peut faire : il suffit qu'il perde trois fois de suite pour devoir jouer 15 fois sa mise au prochain coup.
De plus, les gains peuvent être jugés faibles au regard des sommes misées : ainsi, quelqu'un qui ne gagnerait qu'au dixième coup aura misé 1023 unités pour obtenir un gain qui ne s'élèvera qu'à 10 unités.

### La Piquemouche
C'est une autre variante de la martingale classique. Quand il perd, le joueur n'augmente sa mise que d'une unité, il ne la double qu'après trois pertes consécutives.
Elle ne nécessite pas d'augmenter dès le début les mises en cas de pertes successives, elle est moins dangereuse, mais les gains sont plus faibles (nuls si on ne gagne pas dès la première partie) ou nécessitent de gagner deux fois.
Exemple : 
- Le joueur mise une unité ; s'il gagne, il quitte le jeu avec 1 unité.
- S'il perd une première fois, il joue 1 unité ; s'il gagne, il emporte 1 unité  - 1 (qu'il a perdue dans la 1re partie) = 0 unité.
- S'il perd une deuxième fois, il joue 1 unité ; s'il gagne, il emporte 1 unité - 1 (qu'il a jouée dans la 2e partie) - 1 (qu'il a jouée dans la 1re partie) = -1 unité.
- Il faut donc un deuxième gain pour être gagnant.
- Suite de mises si toujours perdant 1 - 1 - 1 - 2 - 2 - 2 - 4 - 4 - 4 - 8 ...

### La pyramide de d'Alembert
Le système de d'Alembert  est un autre système bien connu s'appliquant également à des paris à chance simple (+1/-1) :  le joueur augmente sa mise d'une unité après une perte et la diminue d'une unité après un gain. Il semble que d'Alembert ne visait pas à générer un gain sûr, mais plutôt à maximiser le temps de jeu à partir d'un budget donné.

### La contre d'Alembert
Cette martingale reprend le principe de celle de d'Alembert mais les mises se font dans l'autre sens : il faut donc ici diminuer la mise d'une unité lorsque l'on perd et augmenter la mise d'une unité lorsque l'on gagne.
La pyramide d'Alembert est une montante, la contre est une descendante.

### La Labouchère
Du nom d'un politicien anglais du XIXe siècle, Henry Du Pré Labouchère, cette martingale repose sur l'idée qu'un coup de gain efface deux coups de pertes. Le joueur commence par noter la suite 1 2 3 4 5 en ligne (ou en colonne). Le principe est le suivant :
- il mise toujours la somme des deux nombres extrêmes de la suite (par exemple, au premier coup, il mise 6 = 1 + 5).
- quand il perd, il note le montant qu'il vient de miser à droite de la suite.
- quand il gagne, il biffe les deux nombres extrêmes de la suite dont il vient de miser la somme.

C'est une méthode très séduisante. Mais sa faiblesse, comme la d'Alembert et beaucoup d'autres, est qu'il s'agit d'une montante en perte : plus le joueur perd, plus il doit miser gros.

### La Labouchère inversée
C'est la méthode précédente inversée : le joueur biffe les mises quand il perd. C'est une montante en gain : le joueur recycle ses gains au fur et à mesure. Elle a été rendue célèbre par le livre Treize contre la banque, de Norman Leigh (Albin Michel, 1976).

### La Whittacker
Le joueur joue une Whittacker lorsqu'il mise la somme de ses deux précédentes mises tant qu'il perd. Suite des mises si toujours perdant : 1-1-2-3-5-8-13, etc. c'est-à-dire la suite de Fibonacci.

### La martingale américaine
Appelée aussi « montante américaine », elle demande de remiser la somme première + la dernière perte.
Le joueur démarre en augmentant ses mises d'une unité tant qu'il gagne. Dès qu'il perd, il retient la mise qu'il vient de perdre, et remise la somme de la dernière et de la première mise. Quand il gagne, il retient la mise qu'il a gagnée, et raye la première mise de sa liste. Puis il remise la somme de la dernière et de la première mise de sa liste, en ne tenant pas compte de celle qu'il a rayée. Exemple : 
- Le joueur mise une unité :
- S'il gagne, il mise 2 ; s'il perd, il note 1 et mise 2.
- S'il gagne et qu'il avait déjà gagné, il mise 3 (2+1) ; s'il perd et qu'il avait gagné, il note 2 et mise 3 (1re + dernière perte = 1+2). Dans ce cas précis, les résultats sont les mêmes s'il avait perdu au premier tour.
- etc.

### La martingale hollandaise
Le joueur met en œuvre cette martingale lorsqu'il perd. Il retient toutes les mises qu'il a perdues, puis mise la plus faible parmi celles qu'il a perdues (s'il en a perdu plusieurs), en ajoutant 1. Puis il remise la mise suivante, dans l'ordre croissant. Ainsi, à chaque victoire le joueur gagne le montant d'une mise perdue précédemment, plus 1.
Cette martingale est séduisante dans le sens où il semble que si le joueur obtient autant de victoires que d'échecs, son gain reste positif, égal à 1/2 par coup. En réalité, cela n'est vrai que si les coups gagnants surviennent après les coups perdants. De plus, après plusieurs échecs successifs, tant que le joueur n'a pas été remboursé par une quantité égale de victoires, il doit constamment augmenter ses mises pour tenter de récupérer les sommes perdues. Or, plus la partie se prolonge et plus il est probable que cette situation apparaisse, c'est pourquoi la martingale hollandaise a une tendance très forte à l'emballement. En fait, elle a un comportement proche de la martingale classique, avec comme avantage de ne pas être limitée par la mise maximale autorisée.

## Martingales et mathématiques
Une martingale est destinée à optimiser la possibilité de gagner de l'argent à long terme, mais ne change en rien l'espérance mathématique des gains, qui reste à la défaveur du joueur à long terme. En effet, la maison finit toujours par l'emporter. Cependant, il existe des périodes de jeu qui permettent de gagner et donc d'appliquer certaines méthodes ou divers systèmes de jeu. Ces systèmes impliquent à la fois des martingales et une gestion financière de son argent : il est en effet très important de disposer de suffisamment de fonds pour pouvoir appliquer certaines méthodes. Il est également important de prendre en compte les restrictions des casinos qui appliquent des limites de paris, avec pour but de désactiver les bénéfices des martingales.

### Loi de Dubins et Savage
Lester Dubins et Leonard Savage ont démontré mathématiquement en 1956 que la meilleure façon de jouer, dans un jeu où les probabilités sont défavorables au joueur, consiste à miser toujours ce qui permet d'approcher le plus rapidement le but visé. Intuitivement, ce résultat semble évident : si à chaque partie on a plus de chances de perdre que de gagner, autant minimiser le nombre de parties jouées. Ce résultat signifie également qu'à moins de disposer d'une mise de départ infinie et d'un nombre de parties infini, il n'existe pas de stratégies permettant de renverser les probabilités en faveur du joueur dans un jeu qui lui est défavorable.
Même dans le cas d'un jeu équitable, le joueur qui a à la fois la possibilité et la volonté de miser le plus est celui qui a le plus de chances de ruiner son adversaire et donc de l'empêcher de continuer à jouer : ainsi, au prix d'une perte potentielle plus grande, il se donne aussi plus de chances de gagner. Comme dans toute martingale, cela ne modifie toutefois pas l'espérance des deux joueurs, mais si le plus « petit joueur » a moins de chances de gagner, c'est donc paradoxalement celui qui peut gagner le plus... s'il gagne !

## Les techniques d'analyses basées sur l'observation
D'autres techniques reposent sur l'observation ou la mémorisation de séquences du jeu, afin de tenter d'en tirer parti. Par exemple, d'éventuels défauts de fabrication du matériel de jeu peuvent rendre les résultats non équiprobables. Ainsi, en observant certaines roulettes de casino à long terme, certains joueurs ont pu, ou cru observer que les résultats n'étaient pas équiprobables. Ou encore, de légères différences de poids entre les boules d'un loto pourraient influer sur les probabilités de sortie des numéros. La technique de mémorisation des cartes précédemment jouées a aussi été utilisée dans certains casinos pour réévaluer ses chances de gagner au blackjack par exemple.
On peut citer le cas de William Jaggers, qui gagna une forte somme à Monte-Carlo au XIXe siècle en étudiant systématiquement les fréquences de sortie des numéros à la roulette. Il put ainsi déterminer certains numéros qui avaient une probabilité de sortie qui lui était favorable. Aujourd'hui, les casinos se protègent contre ce genre de pratiques en entretenant soigneusement leur matériel, qui est par ailleurs régulièrement contrôlé par des autorités étatiques ou indépendantes, si bien que les dispersions sont extrêmement faibles. Ceci signifie que les probabilités de sortie d'un numéro donné sont au mieux très légèrement voire marginalement favorables au joueur. Il faudrait donc parier un très grand nombre de fois (certainement pendant plusieurs mois) des petites sommes pour simplement espérer un gain... probablement très loin de rémunérer les efforts consentis.

## Stratégies gagnantes
Le black jack est un jeu qui possède des stratégies gagnantes : plusieurs techniques de jeu, qui nécessitent généralement de mémoriser les cartes, permettent de renverser les chances en faveur du joueur. Le mathématicien Edward Thorp a ainsi publié en 1962 un livre resté célèbre, Beat the Dealer, qui fut à l'époque un véritable best-seller. Mais toutes les méthodes décrites demandent de longues semaines d'entraînement et sont facilement décelables par le croupier (par exemple, les brusques changements de montant des mises). Le casino a alors tout loisir d'écarter de son établissement les joueurs en question. Le black jack reste pourtant le jeu le moins défavorable au joueur : l'avantage du casino n'est que de 0,66 % face à un bon joueur, alors qu'il est de 2,7 % à la roulette et jusqu'à 10 % pour les machines à sous.
Le backgammon, bien qu'étant un jeu de dés et donc de hasard, permet de développer des stratégies gagnantes sur un grand nombre de parties. En effet, l'arbitrage entre les différents déplacements de pions s'apparente à un mouvement quasi mathématique de style wargame et pouvant être représenté par des graphes probabilistes. Le jeu peut se résumer en un processus séquentiel de Markov. Aussi étrange que cela puisse paraître, ce jeu peut s'appliquer en assurance dans la gestion des risques de manière générale. Les arbitrages constants que doivent effectuer les joueurs peuvent être représentés dans une matrice de Léontiev. De tels outils peuvent « perdre » devant un joueur même inexpérimenté si celui-ci bénéficie de jets de dés favorables, mais il est incontestable que plus le nombre de parties est élevé et plus la formule de Stirling et la loi des grands nombres de Bernoulli s'appliquent et permettent à une machine intelligente de gagner presque tout tournoi au-delà de 50 parties.

## Les astuces évoluées pour le loto
L'une d'elles repose sur les combinaisons les moins jouées. Dans les jeux où le gain dépend du nombre de joueurs gagnants (Loto...), jouer les combinaisons les moins jouées optimisera les gains.
On peut tout de même deviner que certains numéros sont joués plus souvent : beaucoup de joueurs cochant leur date de naissance, ou une autre date, les numéros 1, 9, et 19 correspondant à l'année sont très souvent joués. Il en est de même des 12 premiers numéros correspondants aux mois.
Mais il ne suffit pas de prendre les nombres supérieurs à 31 et de les associer aléatoirement ; la psychologie des joueurs est beaucoup plus complexe. Par exemple 41-42-43-44-45 ne fait pas partie des combinaisons les moins jouées. On peut même dire qu'elle fait partie des plus jouées. Cette méthode perd de l'intérêt à mesure que, dans les différentes loteries, la proportion de joueurs qui demandent un ticket comprenant des numéros tirés aléatoirement par un ordinateur (« tirage flash ») augmente. Si le biais humain est facilement mesurable et quantifiable, on peut considérer que celui de l'ordinateur ne l'est pas (ou en tout cas pas à un niveau qui permettrait d'augmenter ses gains).

## Les pseudo-méthodes miraculeuses
Un certain nombre de revues ou de sites Internet prétendent vous renseigner sur la « forme » des numéros, c'est-à-dire leur probabilité de sortir dans les prochains tirages.
Voici par exemple un tirage de 50 boules de loto : 39, 38, 42, 29, 18, 48, 40, 36, 9, 24, 49, 33, 47, 9, 45, 7, 11, 49, 16, 28, 27, 25, 16, 27, 22, 48, 5, 24, 16, 6, 4, 14, 17, 44, 46, 9, 37, 22, 39, 12, 33, 9, 21, 44, 11, 33, 19, 20, 37, 18.
On s'aperçoit que la boule 9 est sortie 4 fois alors que la boule 8 n'est jamais sortie. À la suite de calculs non formels, les auteurs de ces « méthodes » vous diront alors que le chiffre 9 est en forme et qu'il va donc sortir dans les prochains tirages ou au contraire que la loi des grands nombres implique que le 8 va sortir pour combler son retard.
Il s'agit bien entendu là d'une erreur logique qui lorsqu'elle est propagée sciemment relève de l'escroquerie. Les boules de loto ne s'amusent pas à compter le nombre de fois où elles sont sorties de la machine, d'autant plus qu'il faudrait qu'elles ne prennent pas en compte les tirages de tests ou de calibrage des machines. Si chaque boule a en moyenne une chance sur 49 de sortir, cette probabilité n'est atteinte que pour un nombre infiniment grand de tirages. Le fait que la boule 9 soit sortie 4 fois de plus que la boule 8 n'a donc aucune importance puisque les probabilités ne garantissent pas que chaque boule va sortir le même nombre de fois, mais simplement que la différence du nombre de sorties de deux boules sera très petite par rapport au nombre total de tirages : rien ne dit que la boule 8 va finalement rattraper son retard. Par exemple, si au bout de dix mille tirages la boule 9 est sortie 206 fois et la boule 8 est sortie 202 fois, on obtiendra une fréquence de 1,01/49 et 0,99/49. Au millionième tirage si la boule 9 est sortie 20410 fois et la boule 8 est sortie 20406 fois on obtiendra respectivement 1,0001/49 et 0,9999/49. Les fréquences s'approchent de plus en plus de la probabilité théorique de 1/49, pourtant la boule 9 conserve son avance de quatre sorties sur la boule 8.